# Tunica albuginea
La tonaca albuginea è una tonaca connettivale (costituita da tessuto connettivo denso con fibrocellule muscolari lisce e fibre elastiche, ricoperta in superficie dalle lamine viscerali della tonaca vaginale propria) che avvolge tutto il testicolo. Data la sua natura, conferisce allo scroto (la sacca che racchiude i testicoli) un colore biancastro. 